# Hollandse kijker

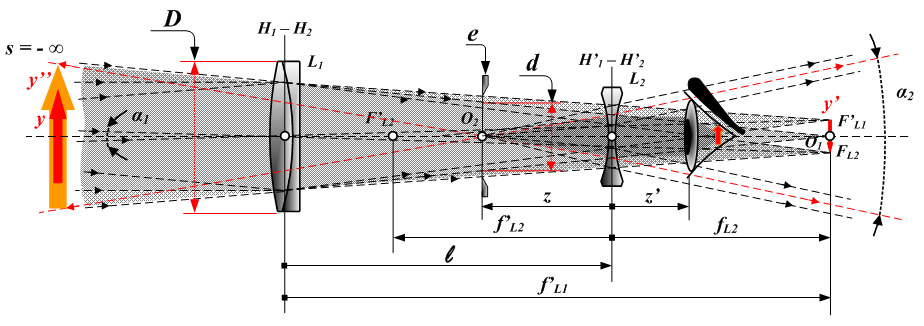
Hollandse kijker

Een Hollandse kijker is een lenzenkijker (of refractor) met een positieve lens als objectief en een negatieve lens als oculair. Een Hollandse kijker geeft een rechtopstaand beeld, maar vertoont sterkere afbeeldingsfouten dan een astronomische kijker, waarvan ook het oculair een positieve sterkte heeft. Ook heeft de Hollandse kijker door zijn lengte een beperkt gezichtsveld.
Om bij een redelijke vergroting de afbeeldingsfouten niet al te groot te laten worden, heeft de Hollandse kijker een objectieflens met een vrij lange brandpuntsafstand en is daarom nogal lang. Hollandse kijkers voor draagbaar gebruik hebben daarom een buis die in- en uitgeschoven kan worden. De term telescopisch is aan deze eigenschap ontleend. Het in- en uitschuiven wordt ook gebruikt om het beeld mee scherp te stellen. Uitvoeringen met geringe vergroting (2x tot 3x) zijn compacter en worden gebruikt als toneelkijker.
Op de Hollandse kijker is in 1608 octrooi aangevraagd door de Nederlander Hans Lipperhey uit Middelburg. Volgens anderen beschikte Sacharias Jansen, een buurman van Lipperhey, al eerder (na 1604) over een gelijksoortig instrument. Ook de Alkmaarder Jacob Metius vroeg een maand na Lipperhey octrooi aan voor een soortgelijk instrument.